# ويليام إس. فيشر
ويليام إس. فيشر (بالإنجليزية: William S. Fischer)‏ هو عازف جاز وملحن أمريكي، ولد في 5 مارس 1935.

## وصلات خارجية
- ويليام إس. فيشر على موقع IMDb (الإنجليزية)
- ويليام إس. فيشر على موقع ميوزك برينز (الإنجليزية)
- ويليام إس. فيشر على موقع أول ميوزيك (الإنجليزية)
- ويليام إس. فيشر على موقع ديسكوغز (الإنجليزية)